# Liste des comarques de la province de Burgos
Comarques de la province de Burgos :
- Merindades
- Páramos
- La Bureba
- Ebro
- Odra-Pisuerga
- Burgos (Alfoz)
- Montes de Oca
- Arlanza
- Sierra de la Demanda
- Ribera del Duero